# Sabine de Gandon
La Sabine de Gandon est un timbre-poste d'usage courant qui a servi en France de décembre 1977 au retrait de la vente des derniers timbres en décembre 1982. Ce type remplace la Marianne de Béquet et est remplacé en janvier 1982 par la Liberté de Gandon d'après Delacroix.

## Description

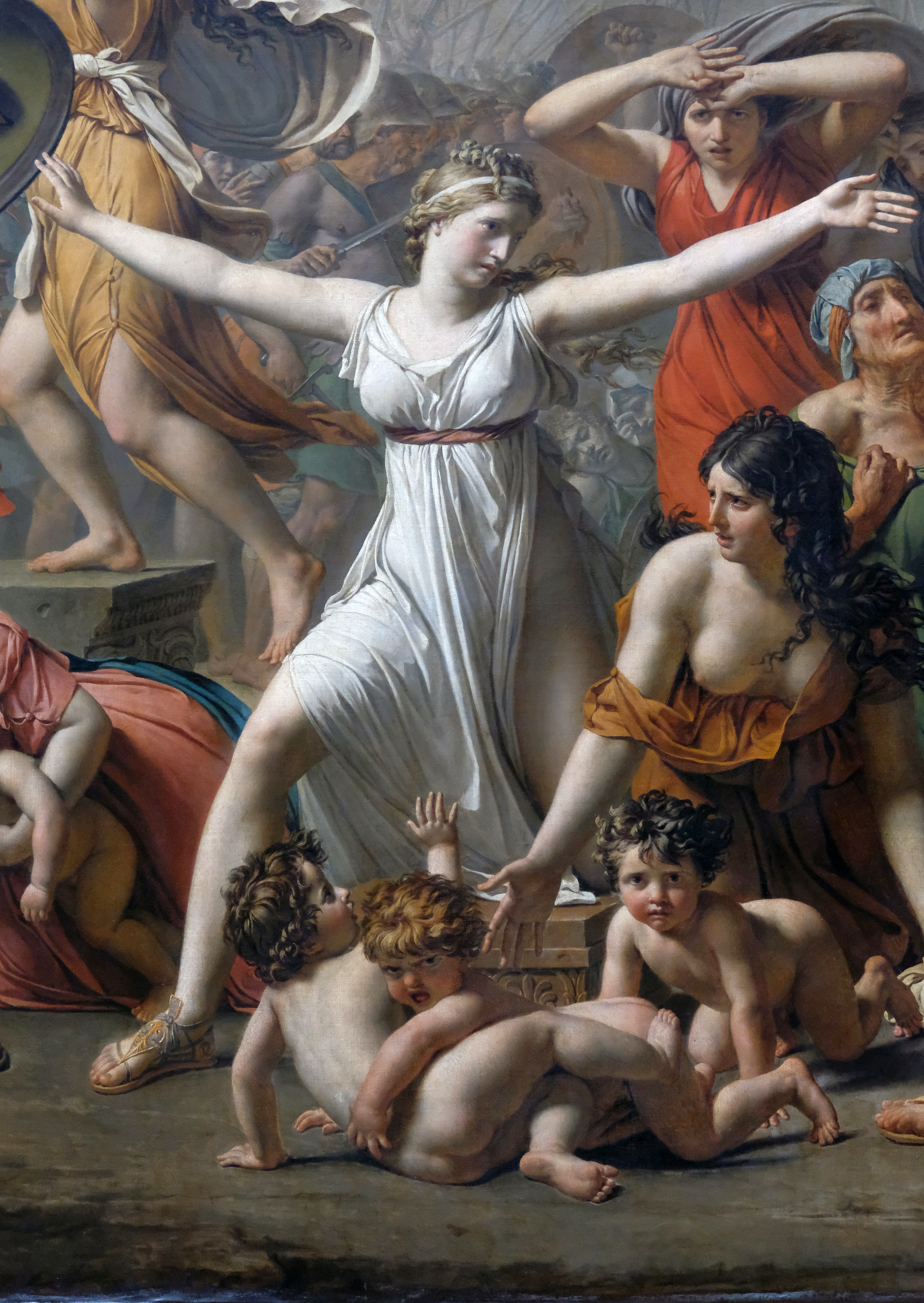
Hersilie, détail du tableau Les Sabines de David ayant servi de modèle à Gandon.

La Sabine est dessinée et gravée par Pierre Gandon à partir de la tête de l'héroïne Hersilie, représentée au centre du tableau de Jacques Louis David Les Sabines, sur lequel elle s'interpose entre les Sabins et les Romains. Le modèle est Aurore de Bellegarde, une amie du peintre.
Les timbres sont imprimés en taille-douce en feuille de cent exemplaires.
Deux mentions de pays émetteurs ont figuré sur ces timbres. De 1977 à 1981, la mention est « FRANCE » comme sur les timbres commémoratifs depuis le début de l'année 1975, après le début de la présidence de Valéry Giscard d'Estaing. Après l'élection de François Mitterrand à la présidence de la République, « République française » revient sur les timbres, y compris les derniers émis au type Sabine, dans la deuxième partie de l'année 1981.

## Carrière
La première émission a lieu le 19 décembre 1977 pour les 0,80 franc vert et 1 franc rouge, servant aux tarifs les plus fréquents de la lettre économique et prioritaire de moins de 20 grammes. Les valeurs de compléments et les autres valeurs d'usage sont émises le 3 avril 1978 et le 5 juin 1978.
Ensuite, les nouvelles émissions suivent les changements de tarifs : 1er octobre 1979, 1er août 1980. Ce dernier changement de tarif est également à l'origine de l'émission de six timbres le 12 janvier 1981.
Les trois derniers timbres au type Sabine émis le sont le 1er septembre 1981 pour correspondre aux tarifs des 1er août et 1er septembre précédents. Ils portent la mention « REPUBLIQUE FRANÇAISE ». Le 4 janvier 1982, paraissent les timbres au type Liberté de Gandon d'après Delacroix.